# Sun Children
Sun Children (en persa, خورشید; romanizado: Khoršid), también conocido como The Sun, es una película dramática iraní de 2020 coproducida, coescrita y dirigida por Majid Majidi. Se presentó en competencia en la 77.ª edición del Festival Internacional de Cine de Venecia, donde el actor infantil Rouhollah Zamani ganó el Premio Marcello Mastroianni. Fue seleccionada como la entrada iraní a la Mejor Película Internacional en la 93.ª edición de los Premios Óscar, haciendo la lista de quince películas.

## Sinopsis
Ali, de 12 años, y sus tres amigos hacen pequeños trabajos y cometen delitos menores para sobrevivir y mantener a sus familias. En un giro oportuno de los acontecimientos, a Ali se le encomienda encontrar un tesoro subterráneo escondido. Sin embargo, para poder acceder al túnel donde está enterrado el tesoro, Ali y su pandilla primero deben inscribirse en la cercana Sun School, una institución benéfica que trata de educar a los niños de la calle y a los niños trabajadores.

## Reparto
- Rouhollah Zamani como Ali
- Javad Ezzati como subdirector de la escuela
- Ali Nassirian como Hashem
- Shamila Shirzad como Zahra
- Seyyed Mohammad Mehdi Mousavi Fard como Mamad
- Abolfazl Shirzad como Abolfazl
- Mani Ghafouri como Reza
- Safar Mohammadi como Conserje escolar
- Ali Ghabeshi como Director de la escuela
- Tannaz Tabatabaei como La madre de Ali (es visible)

## Recepción

### Respuesta crítica
El director iraní Majid Majidi ha realizado algunas de las películas más impactantes visualmente y emocionalmente más conmovedoras del cine mundial sobre la difícil situación de los jóvenes desfavorecidos, explotados y abusados, y Sun Children (Khorshid) es una de sus mejores.

— The Hollywood Reporter/Deborah Young

En “Sun Children”, la trama es considerablemente más complicada pero todavía bastante fácil de relacionar, ya que Majidi se mantiene enfocado en un pequeño grupo de jóvenes cuyos desafíos, aunque menores, son tan grandes como montañas.

— Variety/Peter Debruge

Enérgico y sincero, inclinándose hacia la tragedia, Sun Children se arrastra por el barro y emerge aún más fuerte. La búsqueda es una pista falsa; el verdadero tesoro es la película.

— The Guardian/Xan Brooks
En el agregador de reseñas Rotten Tomatoes, la película tiene un índice de aprobación del 95% según 21 reseñas, con una calificación promedio de 7.8/10. En Metacritic, asignó a la película una puntuación media ponderada de 70 sobre 100, basada en 10 críticos, lo que indica "críticas generalmente favorables".

### Reconocimientos
| Premio                                              | Fecha de la ceremonia    | Categoría                    | Destinatarios             | Resultado | Ref(s) |
| --------------------------------------------------- | ------------------------ | ---------------------------- | ------------------------- | --------- | ------ |
| Festival de Cine Fajr                               | 11 de febrero de 2020    | Mejor película               | Majid Majidi, Amir Banan  | Ganadores | [ 7 ]  |
| Festival de Cine Fajr                               | 11 de febrero de 2020    | Mejor guion                  | Majid Majidi, Nima Javidi | Ganadores | [ 7 ]  |
| Festival de Cine Fajr                               | 11 de febrero de 2020    | Mejor diseño de escenario    | Keyvan Moghaddam          | Ganador   | [ 7 ]  |
| Festival Internacional de Cine de Venecia           | 12 de septiembre de 2020 | Premio Marcello Mastroianni  | Rouhollah Zamani          | Ganador   | [ 6 ]  |
| Festival Internacional de Cine de Venecia           | 12 de septiembre de 2020 | Premio Lanterna Magica       | Majid Majidi              | Ganador   |        |
| Festival Internacional de Cine de Miami             | 2021                     | Premio Caballero Marimbas    | Majid Majidi              | Nominado  | [ 13 ] |
| Festival de Cine de Múnich                          | 2021                     | Mejor película internacional | Majid Majidi              | Nominado  |        |
| Festival Internacional de Cine de Moscú             | 2021                     | Premio del Jurado NETPAC     | Majid Majidi              | Nominado  |        |
| Festival de Cine Fünf Seen                          | 2021                     | Premio del Público           | Majid Majidi              | Nominado  |        |
| Premios de cine asiático                            | 8 de octubre de 2021     | Mejor editor                 | Hassan Hassandoost        | Nominado  | [ 14 ] |
| Premios de cine asiático                            | 8 de octubre de 2021     | Mejor revelación             | Rouhollah Zamani          | Nominado  | [ 14 ] |
| Asociación de Escritores y Críticos de Cine de Irán | 2022                     | Mejor fotografía             | Hooman Behmanesh          | Nominado  |        |